# Saint-Denis-lès-Martel
Saint-Denis-lès-Martel è un comune francese di 393 abitanti situato nel dipartimento del Lot nella regione dell'Occitania.

## Società

### Evoluzione demografica
Abitanti censiti